# Ballerina (2016)
Ballerina (in de Verenigde Staten uitgebracht onder de titel: Leap!) is een Frans-Canadese 3D computer-geanimeerde komische muzikale avonturenfilm uit 2016, geregisseerd door Éric Summer en Éric Warin.

## Verhaal
De jonge Félicie woont in Frankrijk in het jaar 1880 en droomt ervan ooit ballerina te worden. Omdat ze echter een verarmd weeskind is en geen enkele opleiding heeft genoten, heeft ze er slechte kaarten voor. Samen met haar goede vriend, de jonge uitvinder Victor, breekt ze op een dag uit haar weeshuis in Bretagne om naar Parijs te gaan en ballerina te worden. In Parijs begint Victor te werken als secretaris voor Gustave Eiffel. Het lukt Félicie een plaats te verwerven aan de beroemde balletschool van het Parijse Operaballet door zich voor te doen als een dochter uit een goed gezin. Ze merkt echter al snel dat de training heel zwaar is en heeft als buitenstaander ook problemen met het maken van nieuwe vrienden. Bovendien houdt de hoofdchoreograaf van de school, Mérante, de studenten nauwlettend in de gaten en gooit de slechtste ballerina's van de baan. In de schoonmaakster Odette, voormalig prima ballerina, vindt Félicie al snel een vriendin en persoonlijke mentor.
Wanneer de moeder die ze van het meisje beweert te zijn echter hoort van de rolomkering onthult Mérante Félicie dat ze misschien slecht begonnen is, maar dat haar vooruitgang indruk op hem maakt en dat ze nog steeds mag dansen. Als haar optreden achteruitgaat, moet ze de opera verlaten. Na een ruzie met Victor verpestte Félicie de auditie voor de hoofdrol van Clara met de prima ballerina Rosita. Hoewel Merante spijt heeft, moet ze gaan. Terug in het weeshuis martelt ze zichzelf door het leven van alledag, ervan overtuigd dat haar droom is uitgebarsten. Maar op een nacht droomt ze van zichzelf als baby en van haar moeder die danst met haar dochtertje in haar armen. Met hernieuwde moed, met de hulp van de opzichter slaagt ze erin terug te komen naar Parijs, waar ze haar excuses aanbiedt aan Odette bij de opera en haar hulp biedt bij het schoonmaken.
Terwijl ze het podium veegt, komt haar rivaal Camille tussenbeide en beginnen de meisjes een soort danswedstrijd door de hele opera, waarin Félicie als winnaar naar voren komt voor het verzamelde publiek. Als de meisjes voor Merante moeten uitleggen waarom ze dansen, moet Camille toegeven dat ze het alleen doet omdat haar moeder haar dwingt. Félicie daarentegen beschrijft haar passie voor dansen, waarop Camille Mérante vraagt om haar concurrent de rol te geven en verontschuldigt zich. Stralend van vreugde doet Félicie Victor verslag van haar succes en de twee maken het goed. Plots verschijnt de moeder van Camille die, nog steeds alleen bezig met de carrière van haar dochter, Félicie kwijt wil. Félicie  vlucht naar de kroon van het nog niet voltooide Vrijheidsbeeld en kan op het laatste moment worden gered door Victor, aangespoord door Camille en een vriend. De vrienden halen net op tijd de voorstelling van De Notenkraker en Félicie kan haar droom waarmaken.

## Stemverdeling
| Personage | Engelse stem      | Nederlandse stem |
| --------- | ----------------- | ---------------- |
| Félicie   | Elle Fanning      | Pip Pellens      |
| Victor    | Dane DeHaan       | Buddy Vedder     |
| Odette    | Carly Rae Jepsen  | Igone de Jongh   |
| Camille   | Maddie Ziegler    | Robin Martens    |
| Rudolph   | Tamir Kapelian    | Pim Wessels      |
| Mérante   | Terrence Scammell | Rutger le Poole  |

## Muziek
Het officiële soundtrackalbum werd internationaal uitgebracht door Gaumont Records op 12 december 2016. Het album bevat zowel de originele filmmuziek, gecomponeerd door Klaus Badelt, als nummers van andere artiesten die in de film worden gebruikt. De film bevat ook nummers die niet op het album staan, zoals "Cut to the Feeling" en "Runaways" van Carly Rae Jepsen en "Suitcase" van Sia.

## Release
De film ging in première op het Mon premier Festival in Parijs op 19 oktober 2016. In mei 2016 verwierf The Weinstein Company distributierechten voor de film in de Verenigde Staten.

## Ontvangst
Op Rotten Tomatoes heeft Ballerina een waarde van 75% en een gemiddelde score van 5,70/10, gebaseerd op 32 recensies. Op Metacritic heeft de film een gemiddelde score van 48/100, gebaseerd op 18 recensies.

## Prijzen en nominaties
| Jaar | Prijs                           | Categorie                                                                      | Genomineerde(n)                                                                          | Uitslag     |
| ---- | ------------------------------- | ------------------------------------------------------------------------------ | ---------------------------------------------------------------------------------------- | ----------- |
| 2017 | Hollywood Music In Media Awards | Beste lied - animatiefilm                                                      | Demi Lovato, Ilya Salmanzadeh, Max Martin & Savan Kotecha (voor het nummer: "Confident") | Gewonnen    |
| 2018 | Annie Awards                    | Uitstekende prestatie voor productieontwerp in een productie van animatiefilms | Florent Masurel, Pierre-Antoine Moelo, Julien Meillard & Jean-Jacques Cournoyer          | Genomineerd |